# Institut für Papyrologie Heidelberg
Das Institut für Papyrologie ist eine Einrichtung der Ruprecht-Karls-Universität in Heidelberg und das einzige selbstständige Universitätsinstitut für Papyrologie in Deutschland. Es besitzt mit über 11.000 Papyri, Pergamenten, Hadernpapieren und Ostraka aus Ägypten eine der größten Papyrussammlungen des Landes. Daneben verfügt das Institut über eine umfangreiche Spezialbibliothek.

## Geschichte
Hervorgegangen ist das Institut für Papyrologie aus der Papyrussammlung der Universitätsbibliothek Heidelberg, die 1897 angelegt wurde. Im Juli 1952 wurde diese unter der Bezeichnung „Universitäts-Papyrussammlung“ zu einer eigenständigen Einrichtung gemacht, die allerdings weiterhin in ihren alten Räumlichkeiten angesiedelt war. Im Oktober 1976 erfolgte die Umwandlung in das heute bestehende Institut, 1982 aus Platzgründen der Umzug aus dem Ostflügel der Universitätsbibliothek in das Gebäude Hauptstraße 126. Zeitweise war es in einer Etage des Gebäudes Landfriedstr. 12, das heute ganz der Hochschule für Jüdische Studien zur Verfügung steht, später dann in einem Flügel der Neuen Universität Grabengasse 3–5 untergebracht. Heute befindet sich das Institut in der Marstallstraße 6.

## Sammlung
Die Sammlung des Instituts umfasst etwa 5.000 griechische Papyri, 3.200 arabische Papyri und Hadernpapiere, 1370 koptische, 815 demotische, sowie weitere hieratische, mittelpersische, hebräische, aramäische und syrische Papyri. Hinzu kommen 780 Ostraka.
Seit 1999 werden die Bestände der Sammlung digitalisiert bzw. durch elektronische Kataloge erschlossen. Im Heidelberger Gesamtverzeichnis der griechischen Papyrusurkunden Ägyptens (HGV) werden auch Papyri anderer Sammlungen erfasst.
Mit Unterstützung von Erik Jayme gelang 2010 aufgrund einer Einigung die Rückführung eines koptischen Zauberbuchs (P. Heid. Inv. Kopt. 686) mit bildlichen Darstellungen der Gottesmutter und des Erzengels Michael in die Sammlung des Instituts für Papyrologie, das nach Ende des Zweiten Weltkrieges unter ungeklärten Umständen abhandengekommen und in faktischen, rechtlich jedoch anfechtbaren Privatbesitz gelangt war. Zuvor war der Fall von Erik Jayme und Andrea Jördens, der Direktorin des Instituts für Papyrologie, auf dem Dritten Heidelberger Kunstrechtstag am 9. und 10. Oktober 2009 behandelt worden.

## Forschungsprojekte
Seit 2004 sind am Institut die einst auf Initiative des Rechtshistorikers Otto Gradenwitz von dem Papyrologen Friedrich Preisigke in Heidelberg begonnenen, später von den Rechtshistorikern Emil Kießling und Hans-Albert Rupprecht in Marburg fortgeführten und nunmehr unter Leitung von Andrea Jördens stehenden papyrologischen Grundlagenprojekte angesiedelt: die Berichtigungsliste der griechischen Papyrusurkunden aus Ägypten (in Kooperation mit Francisca A. J. Hoogendijk, Papyrologisch Instituut der Universiteit Leiden), das Wörterbuch der griechischen Papyrusurkunden aus Ägypten und das Sammelbuch der griechischen Papyrusurkunden aus Ägypten, die nach Beendigung des von Hans Albert Rupprecht geleiteten Mainzer Akademieprojekts Griechische Papyrusurkunden aus Ägypten nunmehr mit Mitteln der Emil und Arthur Kießling-Stiftung und des Landes Baden-Württemberg von Rodney Ast und James M. S. Cowey am Heidelberger Institut für Papyrologie weitergeführt werden.
Das Institut für Papyrologie der Universität Heidelberg ist zusammen mit zahlreichen internationalen Partnern maßgeblich an mehreren digitalen Hilfsmitteln zur Erschließung des papyrologischen Materials beteiligt. Als wichtigste neben dem HGV sind zu nennen: Papyri.info, The Duke Databank of Documentary Papyri (DDbDP), Lit.pap (DCLP), PapPal und Bulletin of Online Emendations to Papyri (BOEP). Seit 2022 wird am Institut unter Leitung von Rodney Ast als Hauptherausgeber die neue digitale Fachzeitschrift Pylon. Editions and Studies of Ancient Texts redigiert.